# Boushra Almutawakel
Boushra Almutawakel, nata Boushra Yahya Almutawakel, (in arabo بشارة المتوكل), (Sana'a, 1969), è una fotografa yemenita.
Deve la sua notorietà soprattutto al suo lavoro con la fotografia e con le arti visive inerente la percezione internazionale sulle questioni di genere e sulla rappresentazione delle donne musulmane e arabe e del loro abbigliamento.

## Biografia
Dopo aver studiato all'American University di Washington è tornata nello Yemen nel 1994, dove è diventata una delle prime fotografe professioniste del paese.
Almutawakel viveva negli Stati Uniti per i suoi studi al momento degli attentati dell'11 settembre 2001, cosa che l'ha portata a concentrarsi sulla percezione, in positivo e in negativo, degli arabi e dei musulmani nel mondo occidentale. Parlando a proposito delle sue foto, Almutawakel afferma: "Voglio stare attenta a non alimentare gli stereotipi negativi che vediamo comunemente nei media occidentali sulle donne velate", spiega, "in particolare l'idea che molte, se non tutte, le donne che portano il velo siano deboli, oppresse, ignoranti e arretrate". "In realtà l’hijab, cioè il velo che copre i capelli, è in circolazione da secoli sia nelle società asiatiche che in quelle occidentali e si riflette nella loro arte", dice Boushra, "guarda tutti i dipinti della Madonna: molte persone pensano che il velo delle donne sia una pratica islamica o araba, ma è un’usanza che esiste da secoli" Lei non sembra avere dubbi sulle ragioni che hanno portato il velo al centro della discussione politica e religiosa: "Nel mondo islamico c’è chi spinge e impone l’uso del velo. In Occidente c'è chi preme affinché le donne si tolgano l’hijab [...] L’hijab è stato politicizzato e armato come strumento di divisione, una forma di distrazione dalle questioni importanti per il controllo delle donne e dei loro corpi".
Nel 2009 escono le immagini di Disappearance in cui le donne sono condannate all'oscurità, alla "sparizione" dai fondamentalisti islamici.
La sua serie fotografica Mother, Daughter, Doll, realizzata nel 2010, rappresenta il velo in tutte le sue forme, ma ritrae anche la progressione dell'abbigliamento arabo ed esplora la percezione delle donne in particolare. Include fotografie di bambole Fulla, un giocattolo simile a Barbie, bambole vendute ai bambini musulmani. Il lavoro di Almutawakel esamina anche i modi in cui le donne yemenite hanno coperto i loro corpi nel passato e nel presente. Spiega nelle varie interviste come il velo impedisca di sentire e vedere bene, limitando in questo modo la percezione dei sensi delle donne che lo indossano.
Un altro progetto, What if, raffigura donne vestite con abiti tradizionali maschili. Almutawakel racconta che "l'abbigliamento tradizionale maschile è molto simile all'abbigliamento femminile: lungo, ampio, modesto e spesso con un copricapo. L'attenzione dei media occidentali è sempre sul modo in cui sono vestite le donne, perciò avrei voluto cambiare questa idea".
Nel 2018 è stata inserita nella lista delle 100 donne della BBC.
Ha lavorato come fotografa per il British Council, CARE International, l'Ambasciata Reale Olandese in Ghana, Organizzazione delle Nazioni Unite, il Centro culturale francese. Inoltre, ha lavorato per l'ambasciata yemenita a Washington, come consulente sugli affari culturali e per il Ministero dei diritti umani, in particolare sulle questioni delle donne.